# Wróg bez twarzy
Wróg bez twarzy (ang. Tripwire) – trzecia powieść cyklu z Jackiem Reacherem, brytyjskiego pisarza Lee Childa, wydana w 1999 roku w Wielkiej Brytanii i Stanach Zjednoczonych. Pierwsze polskie wydanie ukazało się nakładem wydawnictwa Albatros w styczniu 2008 roku.
Lee Child rozpoczął pisanie książki wiosną 1997 roku.
Pierwotny tytuł książki miał brzmieć The Hook (ang. – hak), nawiązując do jednego z bohaterów powieści – Hooka Hobiego, jednak wydawca (Putnam) uznał, że ten tytuł nie jest wystarczająco przebojowy (ang. punchy) Inny wydawca (Lee & Low) odrzucił tytuł argumentując, że tytuł Hak może zbyt bardzo przypominać Piotrusia Pana i postać Kapitana Haka.
W przeciwieństwie do dwóch wcześniejszych powieści Lee Childa, które po raz pierwszy publikowane były w Stanach Zjednoczonych, pierwsze wydanie Tripwire ukazało się najpierw w Wielkiej Brytanii 15 czerwca 1999 r. Nieco później, tj. 28 czerwca 1999 r. Tripwire zostało wydane w USA.

## Zarys fabuły
Powieść rozpoczyna prolog opisujący w jaki sposób człowiek nazywający się Hook Hobie stara się strzec swojego sekretu oraz jak misternie zaplanował system ostrzegania na wypadek gdyby jego tajemnica wyszła na jaw, a on sam byłby zmuszony do ucieczki.
Właściwa część książki zaczyna się w niewielkim barze, upalnego, czerwcowego popołudnia w Key West na południowym krańcu Florydy. Jack Reacher, jak co dzień o tej porze, siedzi w lokalu przy swoim stoliku i z powodu doskwierających upałów wypija kilka butelek wody. Do jego stolika dosiada się prywatny detektyw Costello. Wdają się w rozmowę w czasie której detektyw wypytuje o Jacka Reachera, jednak Reacher kłamie, iż nikogo takiego nie zna. Detektyw zdradza Jackowi, że szuka go na zlecenie klientki – Pani Jacob. Reacherowi nic nie mówiło to nazwisko, ale jak się później okaże, za Panią Jacob kryje się Jodie Garber – córka byłego, wieloletniego dowódcy i mentora Reachera – generała Leona Garbera.
W miasteczku Key West Jack przyłączył się do ekipy kopiącej baseny, zaś w nocy pracował jako wykidajło w nocnym klubie ze striptizem. Praca w klubie polegała na – jak to sam określił – siedzeniu całą noc bez koszuli, robieniu groźnych min i pilnowaniu żeby goście nie zaczepiali nagich kobiet. Wieczorem tego samego dnia, w którym szukał go detektyw, do klubu przychodzą dwaj mężczyźni w drogich garniturach, którzy także pytają o Jacka. Reacher nie wpuszcza ich do lokalu, a kiedy po krótkiej konfrontacji mężczyźni odchodzą idzie ich śladem chcąc sprawdzić, co kryje się za tym nagłym, ogromnym zainteresowaniem jego osobą. Mężczyźni wśród krętych uliczek miasteczka rozpłynęli się w ciemnościach i Jackowi nie udało się ich znaleźć, ale w drodze powrotnej do baru, przypadkiem natyka się na zmasakrowane ciało detektywa Costello. Reacher w rozmowie z jedną z kelnerek przyznaje, że czuje się odpowiedzialny za jego śmierć i postanawia ustalić dlaczego Pani Jacob wynajęła detektywa, żeby go odnalazł. Podążając śladem zmarłego detektywa przybywa do Nowego Jorku, gdzie dociera na stypę po pogrzebie generała Leona Garbera. Wówczas okazuje się, że tajemniczą Panią Jacob okazuje się córka generała – Jodie Garber.
Jack Reacher wspólnie z Jodie Garber próbują rozwikłać zagadkę dlaczego generał Garber przed śmiercią usilnie próbował odnaleźć Reachera, podczas gdy ludzie wysłani przez Hook Hobiego usiłują ich zlikwidować. W kulminacyjnym punkcie historii, na 88. piętrze jednego z wieżowców World Trade Center, między nimi a Hookie Hobim dochodzi do konfrontacji, wywiązuje się strzelanina, w której Jack Reacher zostaje ciężko ranny.

## Informacje wydawnicze
Pierwsze polskie wydanie powieści zostało wydane przez wydawnictwo Albatros w styczniu 2008 roku pod tytułem Wróg bez twarzy. Wydawnictwo Albatros ponownie wydało tę książkę w lutym 2012 r. ze zmienioną wersją okładki oraz w maju 2012 r. w elektronicznym formacie jako e-book.
| Informacje wydawnicze | Wydanie I              | Wydanie II             | E-book                 |
| --------------------- | ---------------------- | ---------------------- | ---------------------- |
| Wydawnictwo           | Albatros               | Albatros               | Albatros               |
| Tytuł                 | Wróg bez twarzy        | Wróg bez twarzy        | Wróg bez twarzy        |
| ISBN                  | ISBN 978-83-7359-727-3 | ISBN 978-83-7659-603-7 | ISBN 978-83-7659-474-3 |
| Data wydania          | 2008/01                | 2012/02                | 2012-05-24             |
| Liczba stron          | 448                    | 448                    | bd.                    |
| Oprawa/Format         | miękka                 | miękka                 | MOBI/EPUB              |
| Wymiary [mm]          | 125x195                | 145x205                | nd.                    |